# Liste des épisodes de The Rising of the Shield Hero
Cet article est un complément de l'article sur le light novel The Rising of the Shield Hero. Il contient la liste des 25 épisodes prévus de l'adaptation en série télévisée d'animation réalisée par Takao Abo au studio d'animation Kinema Citrus avec un scénario écrit par Keigo Koyonagi, des chara-designs par Masahiro Suwa et une bande originale composée par Kevin Penkin,.
La série est diffusée pour la première fois au Japon entre le 9 janvier et le 26 juin 2019 sur AT-X, et un peu plus tard sur Tokyo MX, KBS, SUN, BS11, TVA et TVQ,. Crunchyroll diffuse la série en simulcast dans le monde entier, excepté en Asie. Aniplus Asia diffuse la série en Indonésie, en Malaisie, aux Philippines, à Singapour et en Thaïlande. Bilibili la diffuse également en streaming en Chine. Le 11 avril 2022, Crunchyroll annonce un doublage français pour la série.

## Liste des épisodes

### Saison 1
| No | Titre français                   | Titre japonais       | Titre japonais             | Date de 1re diffusion |
| No | Titre français                   | Kanji                | Rōmaji                     | Date de 1re diffusion |
| --- | -------------------------------- | -------------------- | -------------------------- | --------------------- |
| 1 | Le Héros au Bouclier             | 盾の勇者             | Tate no yūsha              | 9 janvier 2019        |
| Note : Cet épisode pilote dure 47 minutes,. [Chapitres 1-2] — Naofumi Iwatani est un simple étudiant se considérant comme otaku, il est un jour invoqué dans un autre monde avec trois autres garçons originaires de Japons parallèles pour devenir les héros de ce monde d'un mal prophétisé, celui d'une série de vagues qui déchaîneraient des monstres. Chacun d'entre eux est équipé d'une arme légendaire lors de leur invocation, Ren Amaki possède l'Épée, Itsuki Kawasumi l'Arc, Motoyasu Kitamura la Lance et enfin Naofumi avec le Bouclier. Disposant également de fonctions d'interface similaires à celles d'un MMORPG, ils doivent se lancer dans des quêtes distinctes pour acquérir de l'expérience afin de s'améliorer car les effets de leurs armes respectives les en empêchent quand ils sont à proximité des uns des autres. Lorsque des partenaires leur sont assignés, personne ne souhaite rejoindre Naofumi car il est considéré comme le plus faible des héros mais une belle jeune femme, Myne, se propose alors de le rejoindre pour l'aider à s'entraîner et à s'équiper correctement. Néanmoins, le troisième jour de son voyage, Myne lui dérobe tout ce qu'il avait en sa possession alors qu'il dormait, et monte un coup contre ce dernier en l'accusant de l'avoir violée, forçant ainsi Naofumi à vivre comme un paria. Comme personne n'entendrait sa défense, Naofumi accumule une certaine colère et amertume contre le monde ; il se met à chercher des matériaux et apprend en même temps à améliorer son bouclier avec les ressources qu'il trouve dans ce monde. La seule personne qui lui montre un peu de pitié est l'armurier qu'il a rencontré la veille. Après avoir battu des voyous qui voulaient le dépouiller, il se rend compte qu'il est dans un cercle vicieux : il ne peut pas s'améliorer sans expérience, pas d'expérience sans force, et pas de force sans amélioration. Ainsi, un marchand d'esclaves le salue depuis une sombre ruelle et l'invite sur son marché pour lui proposer un esclave qui pourrait le servir afin qu'il puisse gagner de l'expérience et se battre. Dans un coin de la pièce, Naofumi repère une petite esclave. |                                  |                      |                            |                       |
| 2 | La Jeune Esclave                 | 奴隷の少女           | Dorei no shōjo             | 16 janvier 2019       |
| [Chapitres 2-3-4] — Alors que le marchand d'esclaves lui propose un lycanthrope de haut niveau, Naofumi achète à la place un semi-humain moins cher ; la fille demi-raton laveur, Raphtalia, qui est liée avec Naofumi par un contrat d'esclavage sous la forme d'un sceau sur sa poitrine, empêchant cette dernière de le trahir ni de désobéir à ses ordres sans ressentir une douleur intense en contrepartie. Mais Raphtalia a des cauchemars récurrents depuis la mort de ses parents, tués par un monstre canin lors de la première vague, et hésite d'abord à tuer. Naofumi l'entraîne à se battre pour lui, apprenant sur le tas qu'il acquiert aussi de l'expérience quand elle en gagne puisqu'elle est listée comme son « compagnon » de groupe, leur permettant ainsi de commencer à monter de niveau ; cela aide aussi Naofumi à se doter d'un bouclier lui permettant de fabriquer des médicaments et des potions, qu'il utilise pour soigner Raphtalia de sa maladie. Au fur et à mesure qu'ils continuent, la bonne volonté de Naofumi pour Raphtalia en la laissant se nourrir, se reposer et en évitant les sévices lui permet de gagner la confiance de cette dernière, il va même jusqu'à lui acheter un ballon pour qu'elle s'amuse avec. Ils se dirigent ensuite vers le village de Luth pour chercher des moyens de gagner rapidement de l'argent avant la prochaine vague, où Naofumi y débloque les capacités « Bouclier-corde » et « Bouclier aérien ». Ils pénètrent dans la mine de la région pour récupérer des minerais précieux quand ils sont attaqués dans la foulée par un monstre canin de haut niveau qui blesse Naofumi, choquant Raphtalia qui se remémore de la mort de ses parents ; elle est tellement terrifiée que même le sceau d'esclave ne peut la forcer à se battre. En voyant son état, Naofumi lui dit de fuir pendant qu'il gagne du temps (tout comme ses parents l'ont fait avant de mourir), et avec ces mots, Raphtalia rassemble tout son courage et tue la bête. Naofumi la réconforte en lui promettant de ne pas la quitter et elle accepte de l'aider à vaincre les vagues pour que les autres enfants ne soient pas obligés de subir ce qu'elle a vécu. Plus tard, à l'heure du dîner, Naofumi ajoute une goutte de sauce au drapeau sur le cure-dent du repas de Raphtalia donnant le drapeau du Japon, en se rappelant qu'il risque de rentrer chez lui un jour. |                                  |                      |                            |                       |
| 3 | La Vague de calamités            | 災厄の波             | Saiyaku no nami            | 23 janvier 2019       |
| [Chapitres 5-6] — Tout en se préparant à la prochaine vague, Naofumi débloque une grande variété de transformations pour son bouclier, chacune avec une capacité différente, tandis que Raphtalia a rapidement grandit en une belle jeune femme. Naofumi améliore également son armure en prévision de la vague. Pour vérifier le temps qui leur reste avant le début de la vague, Naofumi et Raphtalia se rendent dans la cathédrale locale et aperçoivent le sablier du dragon qui mesure le temps restant. En étant là-bas, ils rencontrent les trois autres héros, au grand dam de celui-ci, car ils le méprisent toujours autant et le considèrent comme un handicap. Rapthalia se demande pourquoi les autres héros méprisent Naofumi, mais il refuse de le lui expliquer. Le lendemain, la Vague commence et tandis que les autres héros et leurs alliés se précipitent pour vaincre la force principale, Naofumi et Raphtalia se rendent au village de Luth à proximité des combats pour aider à évacuer les civils. Des chevaliers du royaume arrivent et refusent de suivre les ordres de Naofumi, mais réalisant ses efforts pour protéger les villageois, certains choisissent de rester pour l'aider tandis que les autres rejoignent les autres héros qui défont le boss principal et mettent fin à la vague. Après la bataille, les villageois remercient Naofumi pour son aide, tandis que le sablier se réinitialise, démarrant le compte à rebours pour la prochaine vague. |                                  |                      |                            |                       |
| 4 | La Berceuse de l'Aube            | 暁の子守唄           | Akatsuki no komori-uta     | 30 janvier 2019       |
| [Chapitres 7-8] — Après avoir repoussé la Vague de calamités, les héros sont conviés à un dîner officiel et Naofumi s'interroge sur l'amélioration personnelle pour le prochaine affrontement. Mais Myne informe Motoyasu de l'esclave de Naofumi et, selon ses « idéaux de héros », défie Naofumi pour la liberté de Raphtalia. Bien qu'il refuse au début, Naofumi se voit dans l'obligation d'y participer lorsque les gardes du roi prennent Raphtalia et imposent ce duel, avec le roi et le pape présents pour officialiser le match. Malgré le niveau plus élevé de Motoyasu, les nombreuses formes de bouclier et pouvoirs de Naofumi ainsi que les balloranges qu'il traîne sur lui tournent le combat rapidement en sa faveur jusqu'à ce que Myne utilise secrètement un sort de vent pour faire trébucher Naofumi, laissant Motoyasu remporter la victoire. Lorsque le roi appelle Myne sa fille « Malty », Naofumi se rend compte qu'il s'est fait manipulé depuis le début : elle l'a piégé pour attirer l'attention de Motoyasu et le roi soutiendrait ses revendications. En réalisant cela, la haine ardente de Naofumi débloque la « Série des malédictions » sans qu'il le sache ; mais avant d'y succomber, Raphtalia gifle Motoyasu pour ses suppositions sur son traitement avec Naofumi et en lui expliquant que s'il veut libérer des esclaves, il devrait en avoir dans son groupe. En entrant dans l'arène, Ren et Itsuki dénoncent l'intervention de Myne et sont furieux que le roi autorise une telle fraude. Raphtalia se rend aux côtés de Naofumi, le calmant avec sa parole de loyauté, suscitée par un amour sincère pour ce dernier, et annulant ainsi la Série des malédictions ; Motoyasu pense toujours qu'elle a subi un lavage de cerveau, mais Ren et Itsuki sont persuadés qu'elle lui est réellement loyale. Le lendemain matin, il lui pose des questions sur sa croissance rapide, et elle explique qu'en raison du processus de vieillissement plus rapide des Semi-humains en gagnant des niveaux, les humains ordinaires ne les considèrent pas comme « humains » et en sont donc discriminés. Il mange juste après un sandwich que Raphtalia lui a préparé, en y retrouvant à l'occasion le goût pour la nourriture. La confiance et l'espoir de Naofumi sont renouvelés, il peut désormais compter avec certitude sur Raphtalia comme une véritable alliée. |                                  |                      |                            |                       |
| 5 | Filo                             | フィーロ             | Fīro                       | 6 février 2019        |
| [Chapitres 8-9-10] — Étant en voyage diplomatique dans un autre pays, la reine est informée de ce qui s'est passé au château par ses émissaires ; pendant ce temps, le roi récompense les héros pour leurs efforts face à la Vague de calamités, mais refuse de donner une simple récompense à Naofumi, affirmant qu'il doit payer pour le service du retrait du sceau d'esclave de Raphtalia. Ren et Itsuki interviennent à nouveau en sa faveur, persuadant le roi de récompenser Naofumi. Par la suite, Naofumi et Raphtalia se rendent chez le marchand d'esclaves afin d'appliquer à nouveau un sceau sur cette dernière après qu'elle a insisté, bien que Naofumi s'obstine sur le fait que ce n'était pas nécessaire. Naofumi achète par la même occasion un œuf de monstre aléatoire dont la créature qui en sort est un filorial qu'il nomme « Filo » et qui s'attache immédiatement à ce dernier, atteignant rapidement l'âge adulte en quelques jours. Au cours d'une visite au village de Luth, Naofumi s'étonne de l'arrivée soudaine de Motoyasu et de Malty, qui déclarent que le village est maintenant sous l'autorité de Motoyasu sur ordre du roi et imposent de lourdes taxes. Naofumi, conscient des limites financières des locaux, tente de s'immiscer jusqu'à ce que les émissaires de la reine transmettent un message à Malty. Perturbée par le contenu du message, elle défie Naofumi à une course en déclarant que le gagnant obtiendrait le village ; bien que récalcitrant au début, il cède finalement lorsque Filo envoie Motoyasu dans les airs avec un coup de pied dans son entrejambe. Naofumi monte sur Filo contre le dragon de course de Motoyasu, mais les soldats utilisent la magie pendant la course pour tricher en faveur de Motoyasu. Naofumi parvient tout de même à gagner la course et Malty abandonne lorsque les émissaires de la reine dévoilent sa tricherie. En guise de récompense pour avoir aidé le village une fois de plus, Naofumi accepte un chariot à la demande de Filo et reçoit un permis de colporteur qui lui permet de voyager et de commercer facilement sans payer de péage sur toutes les routes. Sur le chemin du retour du village, Naofumi et Raphtalia s'arrêtent pour se reposer, mais le lendemain, ils sont surpris de voir que Filo s'est transformée en petite fille avec des ailes. |                                  |                      |                            |                       |
| 6 | Nouvelle coéquipière             | 新しい仲間           | Atarashii nakama           | 13 février 2019       |
| [Chapitre 11] — Naofumi amène Filo chez l'armurier, et la petite ange se change en sa forme de filorial pour manger la nourriture du vieil homme stupéfait. Quand il demande ce qu'elle est, Raphtalia explique la situation. Comme elle a besoin de nouveaux vêtements à chaque fois, l'armurier leur conseille d'aller voir un tailleur. À la boutique de vêtements, la tailleuse est surexcitée à l'idée de confectionner une robe pour Filo et réprimande Naofumi pour son attitude nonchalante ; elle lui précise tout de même que pour réaliser des vêtements magiques, il lui faut un fil enchanté fabriqué à partir du mana de Filo. En visitant le magasin de magie, la propriétaire leur explique qu'elle a besoin d'une nouvelle pierre précieuse pour fabriquer ledit fil. Le groupe de Naofumi part ainsi à la recherche d'une nouvelle pierre précieuse et rencontre un homme qu'il l'aide à rentrer chez lui pour donner un médicament à sa mère malade ; Naofumi utilise l'une de ses compétences pour améliorer l'efficacité de ce remède. Après son départ avec son paiement, Naofumi poursuit ses activités de colportage pendant plusieurs jours et réalise un bénéfice considérable et une bonne réputation où il est reconnu comme « le saint de l'oiseau divin ». En escortant un joaillier, des bandits attaquent son chariot. Après s'être fait battre, ils se vantent de ne risquer aucune punition puisque Naofumi est le héros du bouclier ; alors ce dernier ordonne à Filo de les manger à moins qu'ils ne lui livrent tout leur butin. Craignant pour son sérieux, ils cèdent tout le butin de leur cachette ; impressionnant le joaillier, qui aide Naofumi à acquérir de nouvelles compétences en matière de fabrication d'objets, d'infusion de mana dans les outils, d'établir des contacts avec d'autres négociants influents, et d'entendre des rumeurs sur la situation des autres héros. À l'aide d'un acte d'extraction avec une remise dans une carrière, le groupe de Naofumi accompagné de la mage tuent des chauves-souris, ce qui permet à Naofumi de débloquer un nouveau bouclier. Trouvant une cavité de pierres précieuses, ils combattent une nue qui s'y loge dans celle-ci ; et Naofumi découvrant que la créature est sensible aux sons, il utilise son bouclier vocal pour provoquer une attaque sonore permettant à son équipe de tuer rapidement la bête et de récupérer les pierres précieuses. La mage aide Filo par la suite à créer le fil magique qui permet à la tailleuse de lui réaliser une nouvelle robe résistante à ses transformations. |                                  |                      |                            |                       |
| 7 | Le Saint de l'oiseau divin       | 神鳥の聖人           | Shinchō no seijin          | 20 février 2019       |
| [Chapitre 12] — Chargés par le Marchand de livrer de l'herbicide à un village, le groupe de Naofumi découvre que le village est envahi par une plante monstrueuse. Ils apprennent que la graine du tombeau est celle que Motoyasu a utilisée pour mettre fin à une famine locale, mais la plante germée prend vie et attaque les villageois. Motoyasu parti, ils se tournent vers Naofumi, qui triomphe de la plante monstrueuse et modifie les graines pour les protéger. Les villageois ne pouvant le payer, il les apporte au Marchand pour les vendre, qui lui confie la livraison de marchandises à un village de sources chaudes. Passant la nuit chez Naofumi, Raphtalia est jalouse du temps passé ensemble par Naofumi et Filo, mais découvre l'existence d'une gemme spéciale qu'un oiseau local collectionne. Raphtalia part chercher la gemme pour Naofumi, mais elle est rejointe par Filo qui convoite les œufs de l'oiseau. En chemin, un sanglier argenté les attaque et les poursuit jusqu'au nid, faisant tomber les joyaux de la falaise et piétinant les œufs. Enragées, les deux aventurières le tuent et vendent le corps, prenant le produit pour acheter un outil spécial qu'elles donnent à Naofumi pour l'utiliser dans son travail des joyaux. |                                  |                      |                            |                       |
| 8 | Le Bouclier du courroux          | 呪いの盾             | Noroi no tate              | 27 février 2019       |
| [Chapitres 12-13] — Apprenant l'existence d'une mystérieuse maladie qui se propage dans un village, le groupe de Naofumi part enquêter et découvre que la maladie est apparue après que Ren a tué un dragon à proximité et laissé le corps pourrir au lieu de s'en débarrasser correctement. Des monstres s'étaient rassemblés autour du corps, et la décomposition du corps a contaminé toute la zone. Le groupe de Naofumi se dirige vers le cadavre, qui ressuscite en un dragon zombie. Au cours de leur combat, le dragon avale Filo, semblant la tuer, ce qui déclenche le désespoir et la rage de Naofumi, qui active son équipement maudit, le Bouclier du Courroux. Naofumi repousse les attaques du dragon grâce à une défense puissante et des flammes passives, au prix de sa perte de sang-froid. Lorsque Naofumi reprend ses esprits, il réalise que Raphtalia a été brûlée en essayant de le ramener à la raison. À leur surprise, Filo jaillit du ventre du dragon, après avoir mangé le cristal interne qui le dynamise. Filo trouve un autre cristal et le donne à Naofumi, mais son niveau n'est pas assez élevé pour utiliser le bouclier qu'il débloque. De retour au village, Naofumi apprend que les blessures de Raphtalia causées par le bouclier maudit ne peuvent être soignées qu'avec de l'eau bénite de haute qualité et regrette d'avoir mis ses compagnons en difficulté, déterminé à se rendre lui-même et son groupe plus forts. |                                  |                      |                            |                       |
| 9 | Melty                            | メルティ             | Meruti                     | 6 mars 2019           |
| [Chapitres 13-14-15] |                                  |                      |                            |                       |
| 10 | Dans la tourmente                | 混迷の中で           | Konmei no naka de          | 13 mars 2019          |
| [Chapitres 15-16] |                                  |                      |                            |                       |
| 11 | Calamités, le retour             | 災厄、再び           | Saiyaku, futatabi          | 20 mars 2019          |
| [Chapitres 16-17] |                                  |                      |                            |                       |
| 12 | La Ténébreuse Inconnue           | 漆黒の異邦者         | Shikkoku no ihō-sha        | 27 mars 2019          |
| [Chapitres 17-18-19] |                                  |                      |                            |                       |
| 13 | Le Démon au bouclier             | 盾の悪魔             | Tate no akuma              | 3 avril 2019          |
| [Chapitres 19-20] |                                  |                      |                            |                       |
| 14 | Des souvenirs indélébiles        | 消せない記憶         | Kesenai kioku              | 10 avril 2019         |
| [Chapitres 21-22] |                                  |                      |                            |                       |
| 15 | Raphtalia                        | ラフタリア           | Rafutaria                  | 17 avril 2019         |
| [Chapitres 22-23] |                                  |                      |                            |                       |
| 16 | La Reine des Filoriaux           | フィロリアルの女王   | Firoriaru no joō           | 24 avril 2019         |
| [Chapitres 23-24-25] |                                  |                      |                            |                       |
| 17 | L'Héritage de la Promesse        | 紡がれる約束         | Tsumugareru yakusoku       | 1er mai 2019          |
| [Chapitres 25-26] |                                  |                      |                            |                       |
| 18 | Complots à la chaîne             | 連なる陰謀           | Tsuranaru inbō             | 8 mai 2019            |
| [Chapitres 26-27-28] |                                  |                      |                            |                       |
| 19 | Les Quatre Saints ancestraux     | 四聖勇者             | Shisei yūsha               | 15 mai 2019           |
| [Chapitres 28-29] |                                  |                      |                            |                       |
| 20 | Combat entre le bien et le mal   | 聖邪決戦             | Seiya kessen               | 22 mai 2019           |
| [Chapitres 29-30] |                                  |                      |                            |                       |
| 21 | Le Retour triomphal de Naofumi   | 尚文の凱旋           | Naofumi no gaisen          | 29 mai 2019           |
| [Chapitres 31-32] Après trois jours de convalescence pour Naofumi, la reine Mirellia s'excuse auprès de lui pour tous les ennuis causés par l'Église des Trois Héros, Myne et Aultcray. Elle affirme que son absence est due au tumulte provoqué par l'invocation des quatre Héros, initialement prévue par une autre nation pour combattre les Vagues du monde entier. Le lendemain, elle détrône Aultcray et place un sceau d'esclave sur Myne pour la contraindre à avouer tous ses crimes. Pour leurs transgressions, Mirellia retire à Myne et Aultcray tous leurs privilèges royaux et les condamne à mort. Cependant, alors qu'ils sont sur le point d'être exécutés, Naofumi, comprenant que Myne implore la protection de sa vie, interrompt l'exécution et propose que Myne et Aultcray soient épargnés, la peine de mort étant trop clémente pour eux. Il propose alors que leurs noms soient officiellement changés : Aultcray sera rebaptisé 《Ordure》; Quand à Malty, elle devra être appelée 《Garce》, et son nom d'aventurière sera désormais 《Traînée 》. Tous les citoyens devront les appeler tous les deux par ces nouveaux noms dégradants. La Reine accepte, considérant cela comme une punition plus appropriée, et déclare ensuite que l'Église des Trois Héros sera abolie tandis que la religion originelle qui vénérait les Quatre Héros sera rétablie à sa place. Par la suite, le groupe de Naofumi fait ses adieux à Melty, qui décide de rester au château en tant que princesse pendant qu'ils combattent les Vagues. Après leur départ, Mirellia révèle à Melty qu'elle aurait dû se sacrifier pour apaiser l'opinion publique et empêcher l'exécution si Naofumi n'était pas intervenu de son propre chef. À leur sortie de la ville, le groupe du Bouclier est salué par les citoyens de Melromarc et Naofumi accepte enfin son rôle de Héros au Bouclier. |                                  |                      |                            |                       |
| 22 | La Réunion des héros             | 勇者会議             | Yūsha kaigi                | 5 juin 2019           |
| [Chapitres 33-34-35] |                                  |                      |                            |                       |
| 23 | Les Îles Carmila                 | カルミラ島           | Karumira-shima             | 12 juin 2019          |
| [Chapitres 35-36-37-38] |                                  |                      |                            |                       |
| 24 | Les Gardiens d'un autre monde    | 異世界の守護者       | Isekai no shugosha         | 19 juin 2019          |
| [Chapitres 38-39-40-41] |                                  |                      |                            |                       |
| 25 | L'Avènement du héros au Bouclier | 盾の勇者の成り上がり | Tate no yūsha no nariagari | 26 juin 2019          |
| [Chapitres 41-42-43-44-45] |                                  |                      |                            |                       |

### Saison 2
| No                                              | Titre français                      | Titre japonais     | Titre japonais   | Date de 1re diffusion |
| No                                              | Titre français                      | Kanji              | Rōmaji           | Date de 1re diffusion |
| ----------------------------------------------- | ----------------------------------- | ------------------ | ---------------- | --------------------- |
| 1 (26)                                          | Un nouveau cri                      | 新たな咆哮         | Arata na hōkō    | 6 avril 2022          |
| [Chapitres 45-46-47-48]                         |                                     |                    |                  |                       |
| 2 (27)                                          | Les traces de la tortue spirituelle | 霊亀の足跡         | Reiki no ashiato | 13 avril 2022         |
| [Chapitres 49-50-51]                            |                                     |                    |                  |                       |
| 3 (28)                                          | La terre tremble                    | 揺れる大地         | Yureru daichi    | 20 avril 2022         |
| [Chapitres 51-52]                               |                                     |                    |                  |                       |
| 4 (29)                                          | Vestiges dans le brouillard         | 霧中の遺跡         | Muchū no iseki   | 27 avril 2022         |
| [Chapitres 52-53-54-55-56-57]                   |                                     |                    |                  |                       |
| 5 (30)                                          | Aust Penglai                        | オスト＝ホウライ   | Osuto Hōrai      | 4 mai 2022            |
| [Chapitres 58-59]                               |                                     |                    |                  |                       |
| 6 (31)                                          | Poursuite                           | 追駆               | Okkake           | 11 mai 2022           |
| [Chapitres 59-60-61-62]                         |                                     |                    |                  |                       |
| 7 (32)                                          | Labyrinthe infini                   | 無限迷宮           | Mugenmeikyū      | 18 mai 2022           |
| [Chapitres 62-63-64-65]                         |                                     |                    |                  |                       |
| 8 (33)                                          | Départ enneigé                      | 雪の別れ           | Yuki no Wakare   | 25 mai 2022           |
| [Chapitres 66-67-68]                            |                                     |                    |                  |                       |
| 9 (34)                                          | La nymphe qui fredonne              | ハミングフェーリー | Hamingu Fērī     | 1er juin 2022         |
| [Chapitres 68-69-70-71-72-73]                   |                                     |                    |                  |                       |
| 10 (35)                                         | Le héros à l’épée                   | 刀の勇者           | Katana no Yūsha  | 8 juin 2022           |
| [Chapitres 73-74-75]                            |                                     |                    |                  |                       |
| 11 (36)                                         | Kizuna                              | 絆                 | Kizuna           | 15 juin 2022          |
| [Chapitres 76-77-78-79]                         |                                     |                    |                  |                       |
| 12 (37)                                         | Raison de combattre                 | 戦う理由           | Tatakau riyū     | 22 juin 2022          |
| [Chapitres 79-80-81-82-83-84-85-86-87-88-89-90] |                                     |                    |                  |                       |
| 13 (38)                                         | Fleurs de souvenirs                 | 追憶の献花         | Tsuioku no kenka | 29 juin 2022          |
| [Chapitre filler]                               |                                     |                    |                  |                       |

### Saison 3
| No                                | Titre français                      | Titre japonais                     | Titre japonais               | Date de 1re diffusion |
| No                                | Titre français                      | Kanji                              | Rōmaji                       | Date de 1re diffusion |
| --------------------------------- | ----------------------------------- | ---------------------------------- | ---------------------------- | --------------------- |
| 1 (39)                            | Le collisée de l'ombre              | 闇のコロシアム                     | Yami no koroshiamu           | 6 octobre 2023        |
| [Chapitres 89-90-92-93-94-95-96]  |                                     |                                    |                              |                       |
| 2 (40)                            | Nadia                               | ナディア                           | Nadia                        | 13 octobre 2023       |
| [Chapitres 94-96-97-98-99-100]    |                                     |                                    |                              |                       |
| 3 (41)                            | La fatrie des tigres blancs         | ハクコの兄妹                       | Hakuko no kyōdai             | 20 octobre 2023       |
| [Chapitres 93-94-101-102-103-104] |                                     |                                    |                              |                       |
| 4 (42)                            | Plan de capture du héros à la lance | 槍の勇者捕獲作戦                   | Yari no yūsha hokaku sakusen | 27 octobre 2023       |
| 5 (43)                            | Chacun son chemin                   | それぞれの道                       | Sorezore no mich             | 3 novembre 2023       |
| 6 (44)                            | La pointe de lance de la force      | 強さの矛先                         | Tsuyo-sa no hokosaki         | 10 novembre 2023      |
| 7 (45)                            | La fille et le dragon               | 少女とドラゴン                     | Shōjo to doragon             | 17 novembre 2023      |
| 8 (46)                            | Le nid du dragon                    | ドラゴンの巣窟                     | Doragon no sōkutsu           | 24 novembre 2023      |
| 9 (47)                            | Dragon démoniaque                   | エンペラードラゴン                 | Enperādoragon                | 1er décembre 2023     |
| 10 (48)                           | Perfect = Hide = Justice            | パーフェクト＝ハイド＝ジャスティス | Pāfekuto=haido=jasutisu      | 8 décembre 2023       |
| 11 (49)                           | Justice contre justice              | 正義VS正義                         | Masayoshi VS masayoshi       | 15 décembre 2023      |
| 12 (50)                           | Ceux qu'il faut protéger            | 守るべき者達                       | Mamorubeki mono-tachi        | 22 décembre 2023      |

### Saison 4
| No     | Titre français              | Titre japonais | Titre japonais      | Date de 1re diffusion |
| No     | Titre français              | Kanji          | Rōmaji              | Date de 1re diffusion |
| ------ | --------------------------- | -------------- | ------------------- | --------------------- |
| 1 (51) | Silt Welt                   | シルトウェルト | Shirutō Weruto      | 9 juillet 2025        |
| 2 (52) | Hospitalité                 | 歓待           | Kantai              | 16 juillet 2025       |
| 3 (53) | Ce que sont de vrais sujets | 真なる民とは   | Shinnaru min to wa  | 23 juillet 2025       |
| 4 (54) | Le pouvoir confié           | 託された力     | Takusa-reta chikara | 30 juillet 2025       |
| 5 (55) | Tigre Blanc                 | 白虎           | Byakko              | 6 août 2025           |
| 6 (56) | Départ                      | 出港           | Shukkō              | 13 août 2025          |
| 7 (57) | Débarquement à Q'Ten Lo     | クテンロウ上陸 | Kutenlou jōriku     | 20 août 2025          |